# Бараня
 Тази статия е за историко-географската област в Централна Европа.  За административната област в Унгария вижте Бараня (област).  
Бараня (на унгарски: Baranya, хърватски:Baranja) е историко-географска област, разделена между Хърватия и Унгария.
Унгарската част е организирана в област Бараня с административен център град Печ. Хърватската част е включена в Осиешко-баранската жупания с административен център град Осиек.
На изток Бараня се простира до Дунав, а на югозапад до Драва. Северната и западна граница на Бараня се покриват с границите на област Бараня в Унгария. Историческият център на Бараня е Печ.

## Име
Името на района идва от славянската дума „бара“, което означава „блато“, така че името на Бараня означава „блато“. И днес голяма част от региона са блата, като природния резерват Копачки рит в югоизточната ѝ част. Друга теория гласи, че името на региона идва от хърватската и унгарската дума „bárány“, което означава овен от „ovis“.

## История
През годините област Бараня е била част от Римската империя, Хунската империя, Кралството на остроготите, Кралството на лангобардите, Аварското кралство,
Франкската империя, Балатонското княжество, Българската империя, Кралство Унгария, Османската империя, Хабсбургската монархия, Австрийската империя и Австро-Унгария. От 1918 до 1921 г. районът е разделен между Унгария и Кралството на сърби, хървати и словенци (по-късно известен като Югославия).
Районът на Бараня е заселен от славяните през 6 век, а през 9 век е част от славянското Долнопанонско княжество. Унгарците пристигат в района през 9-ти век, а окръг Бараня възниква като един от първите комити на Кралство Унгария през 11 век. Този окръг включва не само днешната област Бараня, но и част от днешна Славония, от южната страна на река Драва.
През 16 век Османската империя превзема Бараня и я включва в санджака Мохач, османска административна единица, със седалище в град Мохач. По-късно санджак на Печ е създаден от северозападната част на санджак Мохач. След установяването на османското владичество в тази област идва население от Босна. В края на 17 век Бараня е превзета от Хабсбургската монархия и е включена във възстановения окръг Бараня в рамките на Хабсбургското кралство Унгария, съществувало от 1526 г. до 1867 г. Германците са били заселени от Хабсургите, общият брой на немските заселници, емигрирали от различни части на Германия в Унгария между 1686 и 1829 г., се оценява на около 150 000. Официалното име дунавски шваби се използва за тази група от населението от 1922 г. След османското отстъпление хърватите се преселват масово от Босна в Славония и Бараня и това население днес е известно като шокци.
През 1918 г. целият регион е превзет от сръбски войски и е администриран от новосъздаденото Кралството на сърби, хървати и словенци (по-късно известен като Югославия). За кратко (през 1918 – 1919 г.) Бараня е част от област Банат, Бачка и Бараня, която се управлява от Народната администрация на Нови Сад. С Трианонския договор (част от Версайския договор) през 1920 г. Баранската област е официално разделена между Унгария и Югославия, но де факто остава под управлението на последната до 1921 г. На 14 август 1921 г. е провъзгласена Сръбско-унгарска република Бараня-Бая. Тя включва северните части на Бараня и Бачка. На 21-25 август 1921 г. републиката е премахната и територията ѝ е включена в Унгария, както преди това е решено с Трианонския договор. Северната част на Бараня в Унгария е включена в окръг Бараня.
Южната (югославска) част на региона е част от окръг Нови Сад между 1918 и 1922 г., част от Бачка област между 1922 и 1929 г., а през 1929 г. е включена в Дунавската бановина, провинция на Кралство Югославия. През 1941 г. югославската Бараня е окупирана от Унгария, но е върната на Югославия през 1944 г. През 1944 – 1945 г. Югославска Бараня е част от Автономна провинция Войводина, а през 1945 г. е причислена към Народна република Хърватия.
По време на Войната за независимост на Хърватия през 1991 г. попада под контрола на самопровъзгласилата се Сръбска автономна област Източна Славония, Баранья и Западен Сремия, която става част от непризнатата самообявена Република Сръбска Крайна. След края на войната (през 1995 г.) тя е мирно интегрирана в Хърватия през 1998 г. чрез Ердутското споразумение. Според споразумението Бараня се администрира от Преходна администрация на ООН за Източна Славония, Бараня и Западен Срем от 1996 до 1998 г., когато е върната под пълен суверенитет на Хърватия. Днес тя е част от окръг Осиек-Бараня в Хърватия.

## География
Бараня е разделена между Унгария и Хърватия, като по-голямата част от региона се намира в Унгария. Унгарската част от региона е в окръг Бараня, докато в Хърватия тя включва само част от окръг Осиек-Бараня. Съвременната унгарска употреба на Барана обикновено се отнася само до унгарската част, докато термините Drávaköz и Drávaszög („ Дравски ъгъл“) се използват за хърватска Бараня.
Някои от важните градове в унгарската Бараня (с данни за населението от преброяването от 2001 г.) са Печ (158 942), Комло (27 462), Мохач (19 085), Сигетвар (11 492), Сиклош (10 384), Сентльоринц (7 265), Печварад (4104), Бой (3715), Шашд (3 570), Харкани (3519), Шейе (3248), Виляни (2793).
Общини в Хърватска Бараня (с данни за населението от преброяването от 2001 г.) Бели Манастир (10 986), Дарда (7 062), Биле (5480), Кнежеви Виногради (5 186), Драж (3356), Чеминац (2856), Петловац (2743), Ягодняк (2537), Поповац (2427).

## Галерия
- Въздушна фотография: Печ, Унгария
- Печ, Унгария, Главен площад
- Крайбрежие на Батина, Хърватия 2004 г.
- Въздушна снимка: Сигетвар, Унгария – замък
- Замъкът Сиклош, Унгария
- ,Сентльоринц, Унгария – Дворец отгоре
- Въздушна фотография: замъка Печварад, Унгария
- Въздушна фотография: Бой, Унгария – дворец
- Турски паметник на Печ, Унгария (джамия Джаковали Хасан)